# Port lotniczy Kirkvine
Port lotniczy Kirkvine – port lotniczy zlokalizowany w miejscowości Kirkvine, na Jamajce.